# Brent Fisher
Brent Fisher (6 de julio de 1983) es un futbolista neozelandés que juega como delantero en el Port Melbourne de Australia.

## Carrera
Debutó en el Canterbury United que disputaba la ya extinta Liga Nacional de Nueva Zelanda en 2000. En 2003 pasó al Northern Spirit australiano y en 2004 al Manly United. Viajaría a Europa en 2005 luego de ser contratado por el Energie Cottbus alemán. Luego de seis meses en los que solo pudo jugar para el equipo filial, firmó con el IK Start de Noruega; aunque tampoco gozó de continuidad allí, por lo que volvió a Nueva Zelanda en 2006 para incorporarse nuevamente al Canterbury United, que ya participaba en el NZFC. A mediados de ese año volvió al continente europeo, esta vez para jugar en el Bodens BK sueco. Tras tres años en el club, lo dejó en 2009, regresando a su país natal. Luego de jugar unos meses en el Forrest Hill Milford fue contratado por el Waitakere United, con el que ganó la liga 2009/10 y fue subcampeón en la Liga de Campeones de la OFC, llegando a convertir en la final ante el Hekari United papú, campeón de aquella edición. En 2010 fue contratado por los Green Gully Cavaliers. En 2015 pasó al Port Melbourne.

### Clubes
| Club                  | País          | Año             |
| --------------------- | ------------- | --------------- |
| Canterbury United     | Nueva Zelanda | 2000 - 2002     |
| Northern Spirit       | Australia     | 2003            |
| Manly United          | Australia     | 2004            |
| Energie Cottbus       | Alemania      | 2005            |
| IK Start Kristiansand | Noruega       | 2005            |
| Canterbury United     | Nueva Zelanda | 2006            |
| Bodens SK             | Suecia        | 2006 - 2009     |
| Forrest Hill Milford  | Nueva Zelanda | 2009            |
| Waitakere United      | Nueva Zelanda | 2009 - 2010     |
| Green Gully Cavaliers | Australia     | 2010 - 2014     |
| Port Melbourne        | Australia     | 2015 - Presente |

### Selección nacional
Jugó 11 partidos y convirtió 4 goles representando a Nueva Zelanda. Su debut se produjo el 13 de octubre de 2002 en un amistoso que concluyó como derrota por los All Whites a manos de Estonia por 3-2. Fue parte del plantel que logró el tercer puesto en la Copa de las Naciones de la OFC 2004.